# Parcul Cancicov

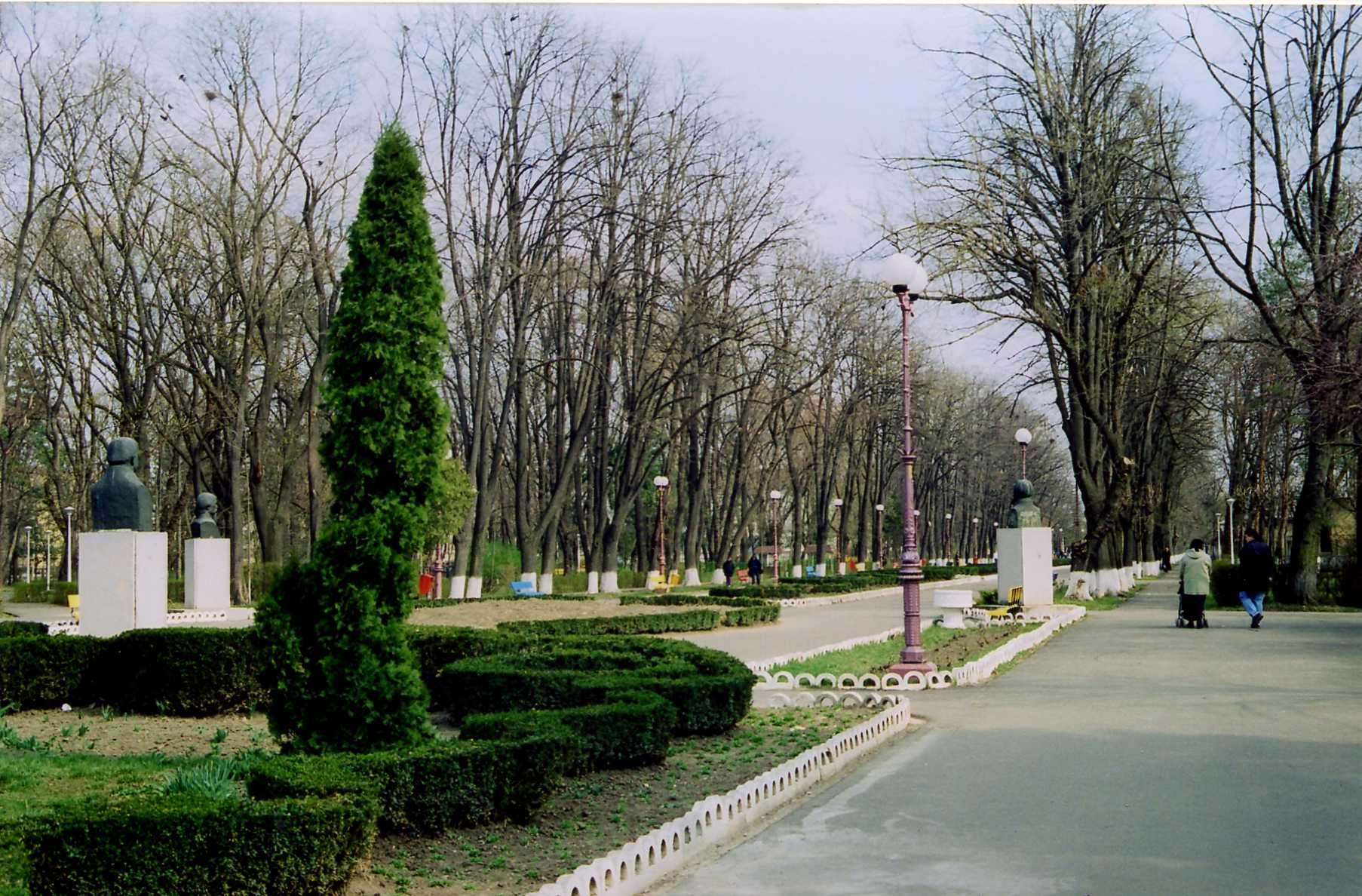
Parcul Cancicov în anul 2000

Parcul Cancicov din Bacău, cu o suprafață de 24,50 de hectare, a fost amenajat în baza Decretului Regal din 9 mai 1938.

## Construirea parcului
Sistematizarea Parcului Cancicov a fost începută în anul 1935, ca urmare a unui memoriu adresat primăriei orașului de mai mulți cetățeni din Bacău. Locul ales a fost terenul dintre Spitalul "Pavel și Ana Cristea", calea ferată și vechiul stadion. Proiectul de amenajare a fost întocmit de arhitectul peisagist Eduard Pinard, el stând la baza amenajării parcului în forma cunoscută și astăzi, deși în anii 1961-1962 acesta a suferit mai multe modificări, datorate construirii Teatrului de Vară.

## Denumire
Parcul a fost înființat prin Decret regal la 9 mai 1938 la cererea locuitorilor orașului Bacău, și a purtat inițial denumirea de Parcul Carol.
Până în 1946, acest parc a fost cunoscut sub denumirea de Parcul nou sau Parcul Eminescu, după care numele i-a fost schimbat în Parcul Libertății. După Revoluția Română din 1989, parcul a primit numele de Parcul Cancicov, după numele liberalului Mircea Cancicov, cel care a contribuit la dezvoltarea urbanistică a urbei. Legenda a circulat atunci că terenul pentru acest parc ar fi fost donat de Cancicov și, din acest motiv, merită să i se dea acest nume. Ulterior s-au găsit documente care atestă că terenurile pentru înființarea acestui parc provin din fostul „țarină” al orașului, loturi agricole în exploatarea cetățenilor din Bacău.
În parc au fost amplasate mai multe busturi ale unor personalități, între care cele ale lui Mihai Eminescu, Ion Creangă, Costache Negri, Alecu Russo, Mircea Cancicov, Mihail Kogălniceanu și C. Pintea.
Monumentul Mircea Cancicov a fost realizat de sculptorul băcăuan Mihai Bejenariu în 1997, turnat în bronz. În 2009, monumentul a fost vandalizat și nu mai are placa de marmură explicativă.

## Locuri adăpostite
- Biserica Sfinții Petru si Pavel
- Restaurantul "Green park"
- Muzeul de Stiințe ale Naturii "Ion Borcea"
- Biblioteca "Ioniță Sandu Sturdza"
- Administrația spațiilor verzi și salubritatea
- Statui ale poeților și figuri marcante ale istoriei
- Fântâni arteziene și sculpturi
- Un spațiu de joacă și de distracții
- Grupul sculptural ”GENEZA” 1974

## Fostul stadion
În parc a existat și un stadion, dar care a fost desființat, iar în locul său s-a construit clădirea Muzeului de Științe ale Naturii.